# Yamaha Aerox R

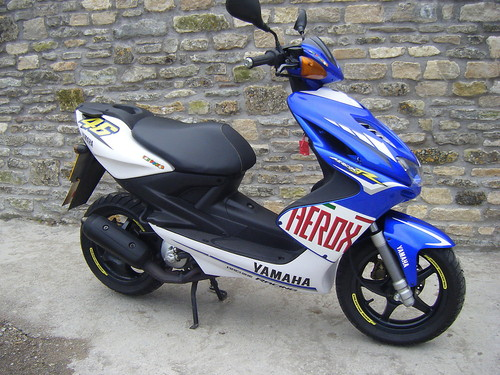
Yamaha Aerox R Valentino Rossi-editie

Aerox R is een scooter geproduceerd door Yamaha. De productie startte in 1997 en duurde tot 2013.
In de loop der tijd is er een aantal wijzigingen aan het uiterlijk en de techniek van de Aerox veranderd; dit vernieuwde model werd simpelweg de Aerox II genoemd.

## Race-uitvoering

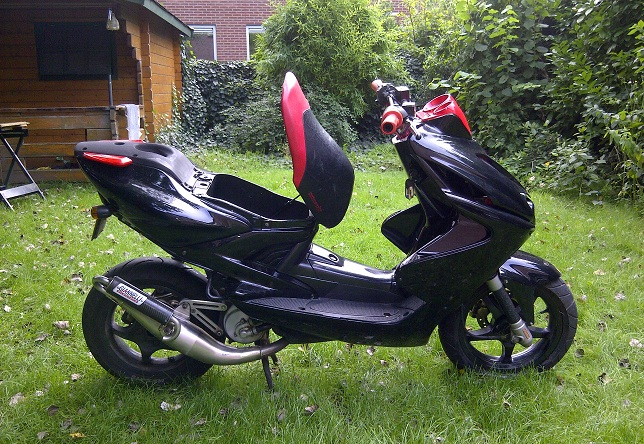
Een Aerox Race Replica, overgespoten en aangepast naar de smaak van de eigenaar

Er is al een aantal race-uitvoeringen geweest van de Aerox, vaak gesponsord door automerken die wederom actief zijn in de racewereld. De race-uitvoeringen tot nu toe zijn:
- Aerox Aerox Gp1 1998
- Aerox Jaguar
- Aerox Toyota 2002
- Aerox PlayStation 2002
- Aerox Max Biaggi 1999
- Aerox GP 2003
- Aerox Grand Prix Replica 2004
- Aerox Grand Prix Replica 2005
- Aerox Grand Prix Replica 2006
- Aerox Special Version 2006
- Aerox Grand Prix Replica 2007
- Aerox Grand Prix Replica 2008
- Aerox SP 55 2011
- Aerox Haga/Santander WSB replica (2007-2008

De Aerox Grand Prix Replica wordt ook Aerox Race Replica of Aerox Rossi Replica genoemd. Deze versies werden uitgerust met een toerenteller en speciale schokdempers. Verder kregen ze een sportiever uiterlijk door het aanbrengen van stickers die refereren aan de racewereld.
De Aerox SP 55 werd gemaakt om het 55-jarig bestaan van de Yamaha Motor Company te vieren. dit model kenmerkt zich door een aantal "55"-stickers.

## Technische gegevens

### Motorgedeelte
- Motor: tweetakt, 1 cilinder
- Koelsysteem: vloeistofgekoeld of luchtgekoeld
- Cilinderinhoud: 49,9 cc
- Maximumvermogen: 2,00 kW @ 6500 tpm
- Maximum koppel: 3,7 Nm @ 4500 tpm
- Carburator/injectie: Gurtner PY-12
- Ontsteking: elektronisch (CDI)
- Startsysteem: elektrisch en kickstarter
- Eindoverbrenging: automatisch
- Tankinhoud: 7,0 liter (7,5 met de 'aerox-truck')
- Snelheid: 45 km/h

### Rijwielgedeelte
- Voorvering: telescoop, hydraulisch
- Achtervering: swingarm met schokdemper
- Voorrem: schijfrem, Ø 190 mm
- Achterrem: schijfrem, Ø 190 mm
- Voorband: 130/60-13
- Achterband: 140/60-13

### Afmetingen
- Lengte: 1743 mm
- Breedte: 690 mm
- Hoogte: 1170 mm
- Zadelhoogte: 805 mm
- Wielbasis: 1256 mm
- Grondspeling: 185 mm
- Drooggewicht: 92 kg